# Костиково
Костиково — деревня в Дзержинском районе Калужской области Российской Федерации. Входит в состав сельского поселения «Деревня Карцово».

## История
В 1965 г. Указом Президиума ВС РСФСР деревня Зажово переименована в Костиково, в память о Герое Советского Союза Костикове Юрии Николаевиче.

## Население
| 2002 | 2010 |
| ---- | ---- |
| 14   | ↘8   |